# Niykee Heaton
Nicolet Aleta Heaton (Chicago, 4 de diciembre de 1994), más conocida por su nombre artístico Niykee Heaton, es una cantante estadounidense. Fue descubierta a través de su canal de YouTube después de subir covers de guitarra acústica de éxitos contemporáneos, la mayoría de canciones de hip hop, que se convirtieron en virales. Lanzó su extended play debut, Bad Intentions, el 23 de septiembre de 2014.
Heaton se embarcó en su primera gira de conciertos, The Bedroom Tour, a finales de 2015, y lanzó una mixtape de nombre similar, The Bedroom Tour Playlist, el 18 de marzo de 2016, la cual compilaba material remasterizado que ya había comprartido previamente en línea para streaming gratuito y debutó para sus espectáculos en vivo durante la gira.

## Primeros años
Nicolet Aleta Heaton nació el 4 de diciembre de 1994, en Chicago, Illinois y creció en Geneva, Illinois, pero ella nota una conexión más fuerte con el tiempo que pasó en la Sudáfrica natal de su madre.
Después de escribir su primera canción a los cinco años y de aprender por sí misma a tocar la guitarra a los nueve años, Heaton dedicó sus años de infancia a hacer música. A pesar de darse cuenta pronto que quería ser música, nunca se vio a sí misma como una intérprete y sólo quería hacer música, desarrollando miedo escénico. Se dio entrenamiento vocal a sí misma cantando los mejores CDs de Diana Ross, ya que su familia no podía apoyar financieramente su educación musical. Heaton tiene un hermano mayor y una hermana, Rachel, que superó un cáncer de hígado pero que falleció a los 21 años mientras esperaba un segundo trasplante de hígado, de quien ella regularmente se inspira. Heaton también sufrió bullying durante sus años de instituto.

## Carrera
En 2011, mientras todavía acudía al instituto, Heaton comenzó a subir clips grabados en su habitación a YouTube, incluyendo covers de canciones exitosas contemporáneas junto con originales ocasionales, para los cuales se acompañó con una guitarra acústica. En diciembre de 2012, su cover de "Love Sosa", de Chief Keef apareció en la página web WorldStarHipHop, ayudando rápidamente a impulsar a Heaton a la prominencia, y posteriormente a reuniones con varios sellos discográficos. Heaton se graduó en el instituto seis meses antes y auto-financió la grabación de una gran cantidad de sus propias canciones, optando por dar un paso atrás y construir "un catálogo del que nos sentimos orgullosos" con su mánager Lauren, finalmente firmando con All Def Digital en 2014, un sello basado en YouTube fundado por Steve Rifkind y el fundador de Def Jam, Russell Simmons, en asociación con Capitol Records. Encabezó la tabla Next Big Sound de Billboard el 24 de abril de 2014.
El 23 de septiembre de 2014, Heaton lanzó su extended play debut, Bad Intentions, digitalmente en los Estados Unidos, encabezando la tabla Billboard + Twitter Trending 140 y alcanzando el top diez en iTunes Store de Estados Unidos el día de su lanzamiento. El 28 de abril de 2015, publicó una carta abierta en línea expresando su frustración con el sello y explicando el retraso con su música. El 13 de junio de 2015, lanzó una página web, NBK (Naturyl Born Killers), expresando "NBK is the movement," donde la música nueva se lanzó independientemente y gratis durante los siguientes meses. Heaton aclaró más tarde, "Estamos ahora en un lugar donde podemos crear música que quiero crear, y no estamos más atados a las personas que me retenían," revelando que había comenzado a producir música. El 20 de octubre de 2015, estrenó su vídeo musical debut para una canción titulada "Lullaby," en Apple Music. También en octubre, Heaton anunció su primera gira de conciertos como cabeza de cartel, The Bedroom Tour, con veinte fechas a lo largo de los Estados Unidos y Canadá, comenzando el 13 de noviembre en Houston, Texas y concluyendo el 18 de diciembre en Los Ángeles, California. El 18 de marzo de 2016, Heaton lanzó The Bedroom Tour Playlist, una mixtape con título similar al de la gira, recopilando material remezclado y remasterizado que había compartido en línea y debutado en sus espectáculos en vivo en los meses anteriores. En una entrevista a mediados de 2016, Heaton anunció que estaba planeando su álbum de estudio debut, declarando "quiero que sea una obra maestra... Quiero que mi primer álbum sea legendario". The Centerfold Tour fue la segunda gira de Heaton, conteniendo cuarenta y tres espectáculos en Norteamérica. Comenzó el 6 de octubre de 2016, en Athens, Georgia, y terminó el 16 de diciembre de 2016, en Austin, Texas.

## Habilidad artística
Mientras hablaba sobre su composición de canciones, Heaton dijo, "Mi música es un reflejo directo de quien soy. Mi escritura es todo para mí porque eso es todo lo que tenía cuando crecía. Tuve una infancia muy dura y en un momento cuando era pequeña, dejé de hablar porque tartamudeaba," mencionando su incapacidad para hacer amigos, causándole estar siempre sola debido a que su madre se quedaba en el hospital con su hermana, su padre estaba borracho y el resto de su familia vivía en Sudáfrica, así que ella "sólo escribía todo el tiempo." "Incluso cuando no estoy escribiendo literalmente sobre cosas que me han pasado a mí, todo el dolor de mi infancia y la pérdida de mi hermana terminan siendo empujados en mi música," añade sobre su inspiración creativa y sobre querer estar orgullosa del mensaje en su música, "da forma a mis canciones y construye este significado más profundo debajo de todo, que es una de las cosas más importantes para mí." Ha mencionado estar fuertemente influenciada por Bob Dylan y Tom Waits y también es fan del hip-hop, señalando a raperos como Kanye West, 2 Chainz, Jay-Z, Drake y Nicki Minaj como otras inspiraciones.
Heaton abordó las quejas relacionadas con su presencia en las redes sociales en plataformas como Instagram eclipsando su música, diciendo, "Si puedo usar lo que tengo estéticamente para atraer a la gente, ¿por qué no usarlo? No me pondré un cuello alto solo para demostrar un punto, o para hacer que las personas se sientan más cómodas según los estándares de la sociedad." Heaton señala que su estilo de escritura y sus raíces musicales provienen de crecer con "hermanos mayores que escuchaban mucho soul y bluegrass y rock alternativo," y el amor de su hermana por la poesía, habiendo descubierto al rapero Lil Jon cuando tenía diez años, lo que despertó su interés en la música hip-hop, describiendo su sonido como "esos dos mundos chocando, como el folk, el ritmo y los sonetos de Shakespeare mezclados con la música trap de Kanye."

## Discografía

### Extended plays
| Título         | Detalles de álbum                                                                           | Posiciones más altas | Posiciones más altas |
| Título         | Detalles de álbum                                                                           | EE. UU.              | EE. UU. Digital      |
| -------------- | ------------------------------------------------------------------------------------------- | -------------------- | -------------------- |
| Bad Intentions | - Lanzado: 23 de septiembre de 2014 - Sello: Awesomeness Music - Formatos: Descarga digital | 38                   | 17                   |

### Mixtapes
| Título                    | Detalles del álbum                                                                         | Posiciones más altas | Posiciones más altas |
| Título                    | Detalles del álbum                                                                         | EE. UU.              | EE. UU. Digital      |
| ------------------------- | ------------------------------------------------------------------------------------------ | -------------------- | -------------------- |
| The Bedroom Tour Playlist | - Lanzado el 18 de marzo de 2016 - Sello: Capitol Records - Formatos: Digital descarga, LP | 39                   | 8                    |

### Singles

#### Como artista principal
| Título                             | Año  | Posición más alta   | Posición más alta | Certificaciones | Álbum                     |
| Título                             | Año  | EE. UU. Pop Digital | EE. UU. Rhytmic   | Certificaciones | Álbum                     |
| ---------------------------------- | ---- | ------------------- | ----------------- | --------------- | ------------------------- |
| "Bad Intentions" (featuring Migos) | 2016 | 28                  | 25                | - RIAA: Gold    | The Bedroom Tour Playlist |

### Vídeos musicales
| Título                             | Año  | Director(es)  |
| ---------------------------------- | ---- | ------------- |
| "Lullaby"                          | 2015 | Niykee Heaton |
| "Bad Intentions" (featuring Migos) | 2016 | Daps          |

## Giras
Cabeza de cartel

- The Bedroom Tour (2015)[21]
- The Centerfold Tour (2016)[25]